# Magnus Kindbom
Karl Magnus Kindbom, född 20 november 1967, är en svensk politiker och centerpartist. Han var statssekreterare hos Eskil Erlandsson på Landsbygdsdepartementet från 13 april 2010 till 3 oktober 2014.
Kindbom är ingenjör och har varit förbundssekreterare i Centerpartiets ungdomsförbund 1994-1996 samt kommunal- och landstingspolitiker i Västerås och Västmanland. Åren 2006-2010 var han stabschef på Jordbruksdepartementet.